# 散曲
散曲（さんきょく）とは、曲の一種であり、口語による韻文形式または歌謡文芸の一つ。元・明・清代に隆盛した。
「散套」（さんとう：散曲套数の略、単に套数とも言われる）と「小令」（しょうれい：詞の小令とは異なる）の2種類がある。「散套」は同一の宮調を用いて構成された組歌形式のものであり、長短不揃いで押韻は一韻到底であった。雑劇の歌詞と性質を同じくし、作家が重複することもしばしばであった。「小令」は短く単独のものであるが、重複可能である。また2・3の曲調で構成される「帯過曲」があるが、これは小令の一体として分類されている。
雑劇とともに元代に隆盛し、総称して元曲と言われる。
馬致遠の「借馬」、姚守中の「牛訴冤」、睢景臣の「高祖還郷」、劉致の「上高監司」といった作品が有名。多く雑曲と作家が共通するが、散曲だけの作家に張可久、貫雲石らがいる。